# Concert per a clarinet (Weinberg)
La Concert per a clarinet i orquestra de corda, op. 104, va ser compost per Mieczysław Weinberg el 1970. Té una durada d'uns 24 minuts.

## Moviments
- I. Allegro
- II. Andante
- III. Allegretto

## Origen i context
Va ser compost entre el 31 de maig i el 30 de juny de 1970.
Weinberg va crear tres composicions dedicades específicament al clarinet. Les altres dues serien la Sonata per a clarinet, op. 28, i la Simfonia de cambra núm. 4, op. 153, amb un paper per al clarinet obbligato. Weinberg va ser un escriptor natural per a clarinet, ja que coneixia bé l'instrument des de la seva joventut en ocupar un paper important en les bandes de klezmer i en els conjunts de teatre.
El Concert per a clarinet és probablement l'obra més significativa de Weinberg en aquest gènere. Tal com passa al Concertino per a violí i al Primer Concert per a flauta, l'orquestra està composta exclusivament per les cordes. Weinberg aconsegueix extreure una notable varietat de textures de l'acompanyament de les cordes, que van desenvolupant les idees melòdiques al llarg dels tres moviments de la peça. Segueix l'estructura clàssica de tres moviments, ràpid-lent-ràpid, amb els dos últims moviments interpretats sense interrupció.